# Alexander George Berner
Alexander George Berner (23. juni 1793 i Helsingør – 5. maj 1883 i København) var en dansk officer og kammerherre, bror til Eduard Berner og far til Alexander Berner-Schilden-Holsten og William Berner.

## Karriere
Han var søn af kaptajn i Søetaten og senere toldinspektør på Helsingørs Bro Andreas Alexander Berner (1753-1825) og dennes anden hustru Margaretha Elisabeth født Brown (1765-1838). Han var løjtnant i Livgarden til Hest og adjudant for ritmester, prins Christian af Glücksborg (senere Christian IX), dernæst ritmester, kavaler og siden hofchef hos prinsesse Juliane Sophie. Han var kammerherre, Ridder af Dannebrog og Dannebrogsmand.

## Ægteskaber
Han blev gift første gange 14. juni 1822 i Holmens Kirke med Sophie Anna Juliane Margaretha komtesse Holck-Winterfeldt (2. maj 1797 i København - 23. december 1850 sammesteds), datter af Gustav greve Holck-Winterfeldt.
Anden gang ægtede han Juliana Sophia Emilia Nægler (1796 i Helsingør - 21. december 1864 i Travemünde).